# Struthiolaria papulosa

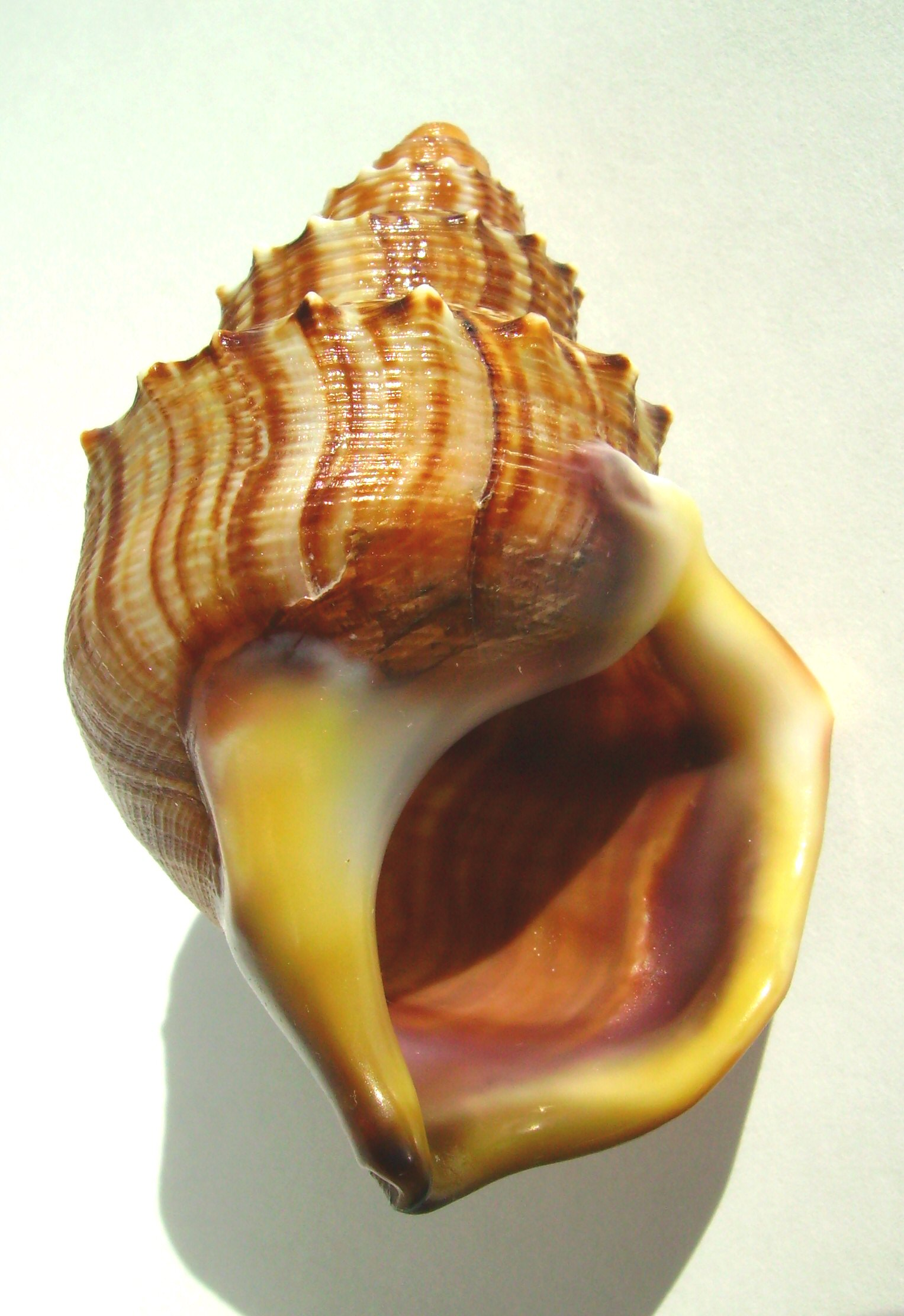
Apertural view of the same shell

Struthiolaria papulosa, common name the "ostrich foot snail" hoặc "ostrich foot shell", là một loài ốc biển, kích thước trung bình, là động vật thân mềm chân bụng sống ở biển thuộc họ Struthiolariidae.